# Río Haast
El río Haast desemboca en la Costa Oeste de la Isla Sur de Nueva Zelanda.
El río Haast recoge la vertida de aguas del lado occidental del paso de Haast. Tiene 100 kilómetros de longitud y desemboca en el mar de Tasmania cerca de la población de Haast. El principal afluente del río Haast es el río Landsborough.
En las orillas de la parte baja del río existen pastos de los que se nutre el ganado local. Los operadores turísticos organizan viajes en jetboat por el río.
A menudo el río conduce sedimentos glaciares en suspensión, provenientes de las aguas de los glaciares de los Alpes Meridionales. La mayor parte de las tierras a ambos lados de los ríos son de propiedad pública y están administradas por el Departamento de Conservación. El río se encuentra en el territorio de Te Wahipounamu, Patrimonio de la Humanidad.

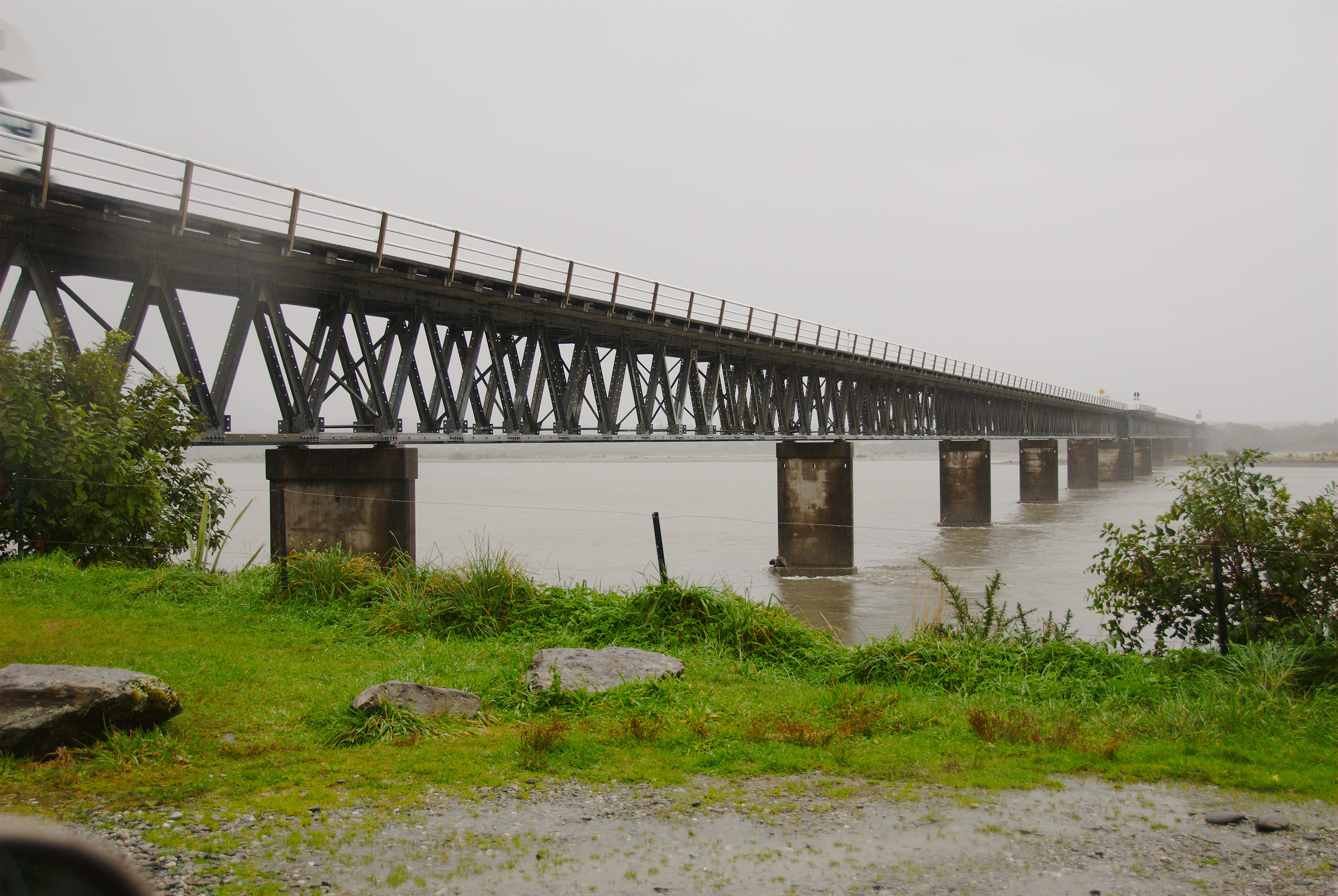
El puente de un carril de 737 m. que cruza el río Haast

La carretera estatal 6 sigue prácticamente todo el curso del río. Existe un puente sobre el Haast cerca de la costa, justo después del desvío al poblado de Haast. Con 737 m de longitud es el puente de un solo carril más largo de Nueva Zelanda y el séptimo puente más largo del total.

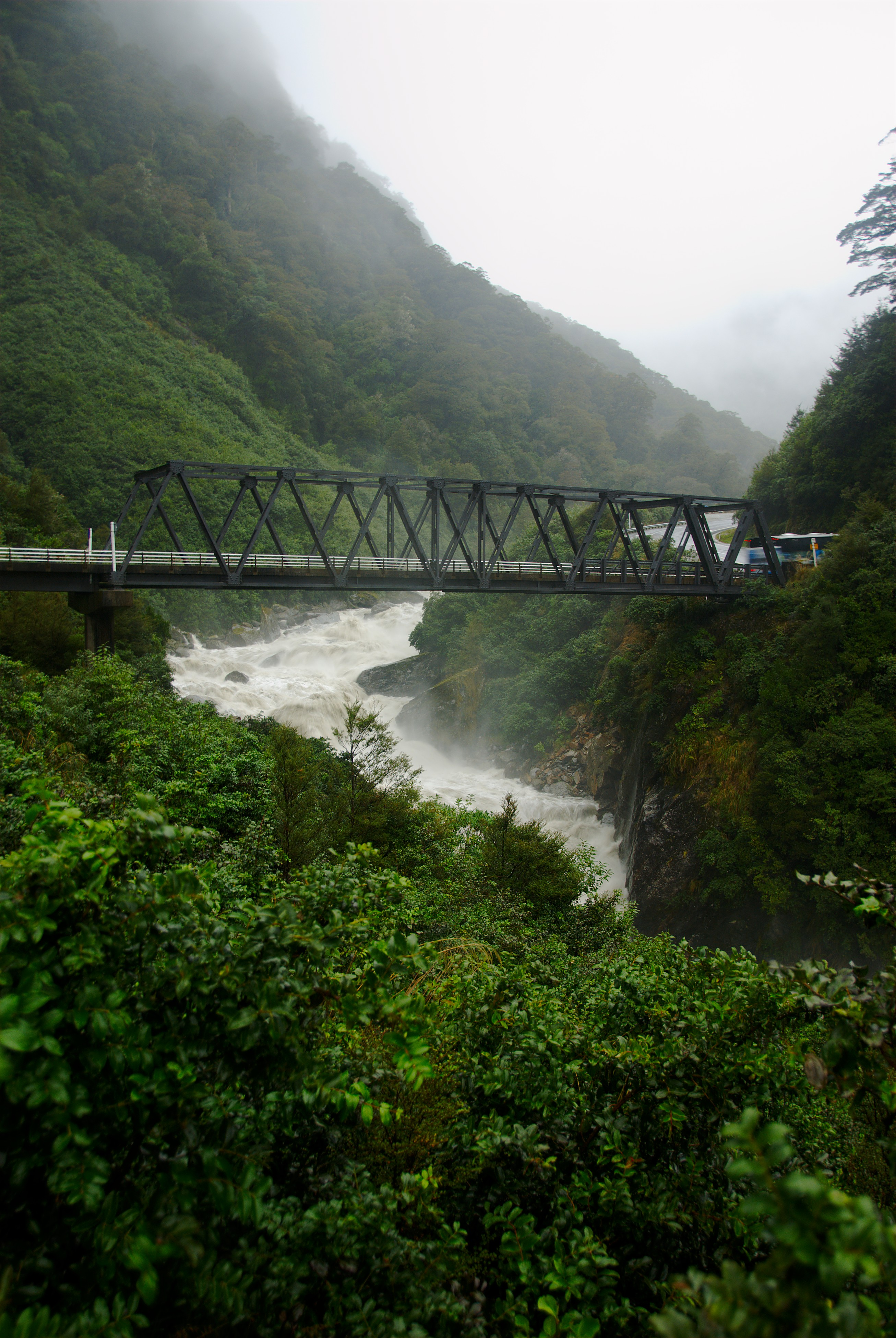
El río Haast en la montaña.

El río lleva su nombre por Julius von Haast.